# Jogo de queda de areia

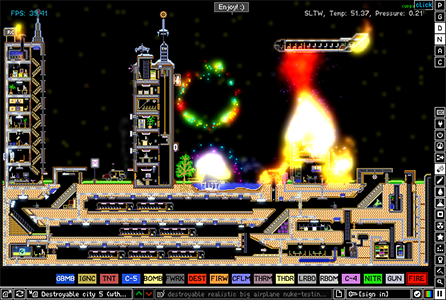
Uma caixa de areia criada pelo usuário no videogame The Powder Toy

Jogo de queda de areia representa um gênero de videogame que se enquadra como um subgênero dos jogos sandbox, operando por meio da aplicação de um mecanismo de partículas bidimensional ou de autômatos celulares.
Nos jogos de queda de areia, o usuário detém a capacidade de interagir com partículas na tela, realizando ações como adicionar ou remover elementos do mapa. Essas partículas são propensas a interações diversas umas com as outras, gerando, por vezes, comportamentos complexos de natureza emergente. Como um jogo sandbox, eles geralmente possuem ênfase na jogabilidade de forma livre, regras relaxadas e objetivos mínimos.
Apesar da nomenclatura, os jogos de queda de areia abrangem habitualmente uma ampla gama de materiais, os quais frequentemente são designados como "elementos".

## História
O marco inaugural no gênero "falling-sand" remonta a um applet Java hospedado na plataforma web do Dofi-Blog japonês, datado de 2005. Este applet, posteriormente ampliado e realocado sob o título de "Falling Sand Game" , desempenhou um papel crucial ao instigar a ascensão deste gênero e cunhar-lhe o nome. O título, em sua versão expandida, serviu como pioneiro na popularização do conceito, pavimentando o caminho para a propagação dessa tendência.
O gênero não se restringe apenas aos jogos em estilo canvas de jogabilidade livre; jogos como o Powder Game incorporam mecânicas adicionais, tais como simulação de fluidos baseada em pressão, além de elementos de RPG, como personagens controláveis, entre outros.

## Mostruário
Em consonância com a crescente popularidade do gênero, uma profusão de jogos, bibliotecas e ferramentas foi desenvolvida com o intuito de oferecer simulações e experiências de jogos no estilo "falling-sand". A seguir, são apresentados diversos exemplos que, com o decorrer dos anos, conquistaram significativa notoriedade.
| Título            | Ano  | Plataforma                    | Detalhes |
| ----------------- | ---- | ----------------------------- | --- |
| Falling sand game | 2005 | Java                          | Também chamado de "Inferno de Areia" ou "Mundo de Areia". Pode ser o primeiro jogo desse tipo.                           |
| wxSand            | 2006 | Windows                       | A primeira versão independente.                                                                                          |
| Powder Game       | 2007 | Java, HTML5, Android, iOS     | Multiplataforma com simulação de líquidos.                                                                               |
| This is Sand      | 2008 | Flash                         | Adicionado mudando a cor da areia.                                                                                       |
| The Powder Toy    | 2010 | Windows, Linux, OS X, Android | Possui simulação de líquidos e gravidade newtoniana. Ele também simula a pressão e a velocidade do ar, bem como o calor. |
| Powder Game 2     | 2011 | HTML5                         | Sequência de Powder Game, reescrita para incluir muitos novos elementos.                                                 |
| The Sandbox       | 2012 | Flash, Windows, Android, iOS  | Uma série de jogos, incluindo algumas versões 3D.                                                                        |
| Sandspiel         | 2019 | HTML5                         | Versão popular baseada na web.                                                                                           |
| Noita             | 2020 | Windows                       | Um híbrido de jogo estilo "areia caindo" com um Roguelike.                                                               |